# Rocko's Modern Life
Rocko's Modern Life (A Vida Moderna de Rocko no Brasil e Rocko's em Portugal) é uma série animada norte-americana produzida entre 1993 e 1996. O programa, uma espécie de versão em animação das sitcoms, é centrado na vida de um wallaby chamado Rocko que tenta sobreviver à vida moderna cotidiana na cidade de O-Town. A série foi criada por Joe Murray. Foi o quarto Nicktoon da Nickelodeon, e a primeira a ser exibida, já que as outras três vieram a ser exibidas em agosto de 1991. O programa foi produzido por Joe Murray Productions e Nickelodeon. É recheado de situações e piadas de duplo sentido, insinuações sexuais e comentários sociais, alguns dos quais foram editados em retransmissões nos Estados Unidos.
O programa foi uma renovação por ser uma das produções mais criativas da Nickelodeon, e também por ser uma das primeiras a conter sugestivas piadas de duplo sentido. Por essa razão, logo se tornou um clássico cult. Também é considerado como o precursor de Bob Esponja Calça Quadrada e Acampamento Lazlo, sendo cada uma destas criadas por ex-diretores de Rocko: Stephen Hillenburg e Joe Murray, respectivamente. O programa foi considerado o segundo Nicktoon a ser popular entre o público adulto (o primeiro foi Ren & Stimpy), seguido por Hey Arnold!, Os Castores Pirados, Bob Esponja Calça Quadrada, Os Padrinhos Mágicos, Invasor Zim, Uma Robô Adolescente, Danny Phantom e Avatar: A Lenda de Aang.

## Personagens
A série retrata a vida de um tímido wallaby imigrante australiano  chamado Rocko (Carlos Alazraqui), que encontra vários dilemas e situações em relação a aspectos mundanos da vida. Seus melhores amigos são: Vacão Lobo (Tom Kenny), um novilho gordo e entusiasmado; Felizberto (Doug Lawrence), uma tartaruga neurótica que muitas vezes se sente desconfortável ou perturbada; e seu cão fiel Spunky (Alazraqui). Os vizinhos de Rocko são um casal de meia-idade, Ed Bighead (Charlie Adler), um sapo cínico e grosseiro que despreza Rocko; e sua esposa compassiva Bev (Adler).
Todos os personagens da "Vida Moderna de Rocko" são animais antropomórficos de espécies variadas, cuja grande maioria é mentalmente instável. Murray disse que ele combinava personalidades de seus personagens com os vários animais da série para formar uma caricatura.
- Rocko (voz original por Carlos Alazraqui): Rocko é um wallaby australiano residente nos Estados Unidos. Ele é um personagem sensível, moralista e um tanto tímido que adora as coisas simples da vida, como ir à lavanderia ou alimentar seu cão, Spunky. Possui muita calma, compaixão e responsabilidade. Rocko trabalha na loja "Mundo dos Quadrinhos" e seus hobbies incluem brincar com britadeiras e declarar amor pela sua amada, Melba Toast. Graças à benevolência e sua personalidade pacifica, constantemente outros personagens tiram vantagem dele. Rocko preferiria levar uma vida tranqüila, mas seus amigos o colocam em apuros em várias ocasiões.
- Vacão Lobo (Heffer) (voz original por Tom Kenny): O melhor amigo de Rocko, um boi feliz e de pouca inteligência que ele conheceu no colégio. Vacão adora comida e festa. Apesar dele ser normalmente retratado como desempregado, ele já foi garçom em uma cafeteira, um vendedor em uma fazenda de árvores, um carteiro e guarda no Conglomerado (o que o levou a ficar insano, em uma referência a O Iluminado). Ele foi criado por uma família de lobos que decidiram não o devorar quando criança, fato que ele só veio a conhecer depois de adulto, apesar das óbvias diferenças físicas entre ele e sua família.
- Felizberto (Filburt) (voz original por Doug Lawrence): Felizberto é o outro melhor amigo de Rocko, uma tartaruga nerd e neurótico que é de certa forma uma referência à Woody Allen, incluindo os óculos similares. Inicialmente ele era um coadjuvante, mas se tornou um dos personagens principais na segunda temporada. Ele mora em um trailer e ganha a vida com o dinheiro ganho através das latas que ele recolhe. Felizberto tem estômago extremamente fraco e o menor movimento errado faz ele sentir indigestão. Ele eventualmente iniciou uma família com a Doutora Hutchison, como mostrado em um episódio sobre o futuro. Um de seus filhos acabou tendo uma forte semelhança com Vacão, já que ele teve que chocar os ovos do casal durante o período de incubação.
- Spunky (voz original por Carlos Alazraqui): O cachorro de Rocko, dono de pouca inteligência e uma voracidade implacável, devorando praticamente tudo que vê. E interessante que seu nome, é umas das traduções do inglês de "Corajoso", mas não se sabe o motivo do nome.
- Ed Cabeção (Ed Bighead) (voz original por Charles Adler): Um sapo resmungão, vizinho de Rocko. Ele odeia Rocko (mesmo Rocko normalmente sendo agradável com ele). Ed trabalha em uma grande corporação, a Conglomerado. Sua posição na empresa normalmente é de gerente, mas ele pode vir a ser um empregado menor até um executivo, dependendo das necessidades do roteiro do episódio: de acordo com uma placa de identificação na Conglomerado, o nome de seu cargo é "Sapo". Ed aparentemente tem má sorte em praticamente tudo o que faz, o que o faz ser bem cínico. Ele odeia sua vida.
- Beverly "Bev" Cabeção (Bev Bighead) (voz original por Charles Adler): Esposa de Ed, uma ruiva que adora flertar com outros homens e que fala em um tom de voz bem grave. Diferente de seu marido, ela gosta da companhia de Rocko, Vacão e Felizberto. A atividade favorita do casal no quarto é atirar pratos no ar para serem atingidos com suas línguas.
- Chuck e Leon (vozes originais por Carlos Alazraqui e Tom Kenny): Dois camaleões que, assim como suas espécies, podem se adaptar fácilmente a qualquer situação, geralmente para conseguir dinheiro fácil. Eles comandam vários empreendimentos durante a série. Ambos possuem um sotaque sueco propositalmente falso.
- Homem Grande Grande Mesmo (Really Really Big Man): um inseto super-herói que mora em O-Town. É o herói de Rocko.
- Dra. Hutchison: Uma gata médica/veterinária hiperativa com um gancho no lugar de uma das mãos. Felizberto tem uma queda por ela e faz de tudo para conquistá-la. Em certo ponto da história, eles começam a namorar. Um episódio sobre o futuro mostra como seriam os filhos deles.

## História

### Quadrinhos
Originalmente, o personagem Rocko aparece numa revista em quadrinhos não publicada chamada Travis. Joe tentou vender os quadrinhos no fim dos anos 80, mas não foi bem sucedido. Em 1992, Joe teve outra ideia mas ainda com animação. Depois de terminar seu filme independente My Dog Zero, ele se focou em adaptar a história em uma série de TV. Murray apresentou um teste a lápis à Nickelodeon Studios, que mais tarde se interessou em comprar e exibir o desenho. Murray então, se focou no episódio piloto que ele escreveu chamado "Trash-O-Madness".

### Rocko's Modern Life Show TV
Murray apresentou um pencil test para Nickelodeon Estúdios, que mais tarde tornou-se interessada na compra do show. Depois de decidir que "My Dog Zero" não iria funcionar como uma série de televisão, Murray vasculhou seus cadernos, desenvolveu o conceito de Rocko's Modern Life, e apresentou-o a Nickelodeon, acreditando que o conceito provavelmente seria rejeitado.

### Edições
- Na versão original do piloto para Rocko's Modern Life, os animadores de Rocko o coloriram com a cor amarela. Visando a criação de uma eventual série de bonecos de pelúcia e brinquedos licenciados, os executivos da Nickelodeon insistiram na troca de sua cor para bege. Murray lutou contra as alterações propostas, mas os executivos insistiram sobre a mudança da cor, de forma que Murray acabou concordando relutantemente. Em seu site Murray disse: Ele sempre foi amarelo para mim.

- Originalmente, o Programa Deveria-se Chamar Show do Rocko de acordo com o episódio Piloto, mais foi impedido por Murray que deu a ideia de que um turista australiano viesse até a América para ter uma vida moderna.

- Originalmente, Rocko teria um irmã mais velha chamada Magdalane, mas ela saiu do projeto, graças aos executivos da Nickelodeon que, sob pressão de críticas feministas, deram a ideia de um programa com três personagens masculinos com uma personagem feminina mais forte, que foi a Dra. Hutchison.

### Produção
A Vida Moderna de Rocko iniciou seu processo de produção em 1993 na Joe Murray Estúdios em parceria com Games Animation na direção de Joe Murray, Linda Simensky e Stephen Hillenburg. Em 1995, durante a 3ª temporada, Murray deixou a liderança do projeto para Stephen Hillenburg, ainda administrando alguns episódios. Pouco depois, anunciou que deixaria completamente a produção da série após a 4ª temporada, estimulando, contudo, a continuidade da série pela Nickelodeon após sua saída. Apesar disso, a série foi cancelada ao término da temporada.

### Polêmica
A polêmica teve início em 1993, com o episódio Leap Frogs da primeira temporada, que mostrava Bev Cabeção (personagem casada com Ed Cabeção) seduzindo Rocko. Os executivos da Nickelodeon acharam o episódio impróprio pela forte conotação sexual e alusão ao adultério, levando-o a ser retirado da grade do canal após a primeira exibição nos Estados Unidos e ser substituído pelo episódio "Wallaby On Wheels" em eventuais reapresentações. A série em si foi polêmica durante seu período de exibição devido à presença constante de piadas de duplo sentido e insinuações similares (não tão explícitas, a fim de evitar que acontecesse o mesmo com futuros episódios).

### A 4° Temporada
Em 1996 Joe Murray estava passando por problemas em sua vida pessoal e então resolveu passar os projetos da série para Stephen Hillenburg, que concluiu nove episódios da 4° temporada criados por Stephen Hillenburg.

### Após Rocko
Linda Simensky, que anteriormente tinha trabalhado com Murray nas produções de A Vida Moderna de Rocko na Nickelodeon, tinha se transferido para o canal Cartoon Network, e convidou Murray para ajudar a criar uma nova série chamada O Acampamento de Lazlo. Após uma felicidade do início, Joe Murray enviou uma sugestão à Simesky para a série se chamar de 3 Bens. Simesky não tinha gostado do título, de forma causou à Joe Murray de mudar o nome para Camp Lazlo. Quando a autorização para poder criar a série foi dada, Murray decidiu trazer Mark O'Hare como o seu co-produtor.
Joe Murray pediu para muitos de seus agentes, que criaram o desenho, Rocko's Modern Life, para que voltassem na criação de Lazlo, porque sua equipe já tinha muita experiência em desenhos animados e com seu criador.

### Cancelamento
Ao anunciar que sairia da produção da série após a 4ª temporada, Joe Murray estimulou a criação de novos episódios pela Nickelodeon, que, apesar disso, cancelou a série após sua saída em 1996 com 52 episódios produzidos.

### DVDS
Fãs pediram que Nickelodeon produzir uma coleção de DVD da série de anos. Em 2008, a Nickelodeon firma parceria com a Amazon.com para permitir que novos e antigos atrações da programação possa ser disponibilizado em DVD através do CreateSpace. Como parte do acordo Amazon.com é responsável pela produção dos discos no sistema por demanda, assim como o encarte e arte do disco. Dois DVDs foram lançadas em 16 de setembro de 2008, reservado somente para os Estados Unidos.

## Episódios
Os anos referem-se à exibição deles nos Estados Unidos, já que a exibição deles no Brasil foi aleatória.
| Temporadas | Episódios | Direção                         |
| ---------- | --------- | ------------------------------- |
| 1          | 26(13)    | Joe Murray e Stephen Hillenburg |
| 2          | 23(13)    | Joe Murray                      |
| 3          | 25(13)    | Joe Murray                      |
| 4          | 18(9)     | Stephen Hillenburg              |

### 1.ª Temporada (1993–1994)
*No Pain No Gain/Who Gives a Buck (br: Sem sofrimento não há sucesso/Quem vai pagar?)
*Leap Frogs/Bedfellows(br: Lamúrias de sapo/Companheiros de quarto)
*Jet Scream/Dirty Dog (br: Medo de avião/Cachorro sujo)
*Keeping Up With the Bigheads/Skid Marks (br: Problemas com os Bigheads/Marcas de pneus)
*Power Trip/To Heck and Back (br: A viagem do poder/Voltando do inferno)
*The Good, The Bad, and The Wallaby/Trash-O-Madness (br: O bom, o mau e o cangurú/Lixo maluco)
*Spitballs/Popcorn Pandemonium (br: Grandes boladas/Pandemônio da pipoca)
*A Sucker for the Suck-O-Matic/Canned (br: O aspirador/Enlatados)
*Carnival Knowledge/Sand in Your Navel (br: O parque de diversões/De areia até o pescoço)
*Cabin Fever/Rinse & Spit (br: A cabana nas montanhas/Enxágua e cospe)
*Rocko's Happy Sack/Flu-In-U-Enza (br: Uma compra feliz/O resfriado)
*Who's For Dinner/Love Spanked (br: Quem vem para o jantar/Dor de amor)
*Clean Lovin'/Unbalanced Load (br: O esfregão/Sujeira acumulada)

### 2.ª Temporada (1994–1995)
*I Have No Son (br: Eu não tenho filho)
*Pipe Dreams/Tickled Pinky (br: Entrando pelo cano/Melhor impossível)
*The Lounge Singer/She's the Toad (br: Cantor de boate/O sapo é ela)
*Down the Hatch/Road Rash (br: A vitamina/Pela estrada)
*Boob Tubed/Commute Sentence (br: A televisão/Sentença atenuada)
*Rocko's Modern Christmas: You Can't Squeeze Cheer From A Cheese Log (br: O natal moderno de Rocko)
*Hut Sut Raw/Kiss Me I'm Foreign (br: O acampamento/Eu sou estrangeiro)
*Cruisin' (br: O cruzeiro)
*Born to Spawn/Uniform Behavior (br: A ilha de quelônios/O uniforme)
*Hair Licked/Gutter Balls (br: O penteado/O boliche)
*Junk Junkies/Day of the Flecko (br: Tralhas e trastes/Um dia de mosca)
*Snowballs/Frog's Best Friend (br: Bolas de neve/O melhor amigo do sapo)
*Short Story/Eyes Capades (br: Não é fácil ser baixinho/Show na britadeira)

### 3.ª Temporada (1995–1996)
*Bye, Bye Birdie/Belch of Destiny (br: Adeus passarinho/O escoteiro)
*The Emperor's New Joe/Schnit-heads (br: A história do café/Cabeça de salsicha)
*Sugar Frosted Frights/Ed is Dead (br: Histórias assombrosas/Ed morreu)
*Fish-N-Chumps/Camera Shy (br: Pescaria maluca/Câmera indiscreta)
*Nothing to Sneeze At/Old Fogey Froggy (br: Nada pra se cheirar/Velho sapo fora de forma)
*Manic Mechanic/Rocko's Happy Vermin (br: Mecânico Maníaco/Insetos felizes)
*I See London, I See France/Fatlands (br: Se vejo Londres, vejo Paris/Terras abundantes)
*Fortune Cookie/Dear John (br: Os biscoitos da sorte/Onde fica o banheiro?)
*Speaking Terms/Tooth and Nail (br: Maneira de falar/Dentes e unhas)
*Wacky Delly (br: Frios malucos)
*The Big Question/The Big Answer (br: A grande pergunta/A grande resposta)
*An Elk for Heffer/Scrubbin' Down Under (br: Um alce para Vacão/Esfregando de cima a baixo)
*Zanzibar/Fatal Contraption (br: Zanzibar/Aparelho fatal)

### 4.ª Temporada (1996–1997)
*With Friends Like These/Sailing the 7 Zzz's (br: Com amigos iguais a esses/Navegando os sete mares)
*Pranksters/From Here to Maternity (br: Primeiro de abril/Daqui pra maternidade)
*Ed Good, Rocko Bad/Teed Off (br: O Ed é bom, o Rocko é mal/Um show de golfe)
*Wimp on the Barby/Yarn Benders (br: Um covarde na berlinda/Contos emaranhados)
*Mama's Boy/Feisty Geist (br: Filhinho da mamãe/Fantasma mal humorados)
*S.W.A.K./Magic Meatball (br: A carta/Almôndega mágica)
*Closet Clown/Seat to Stardom (br: Segredo bem guardado/Um traseiro pro estrelato)
*The High Five of Doom/Fly Burgers (br: A saudação da destruição/Hamburgueres voadores)
*Heff in a Handbasket/Wallaby on Wheels (br: Alguém vai pro inferno/Um canguru de rodas)

## Dublagem

### No Brasil
- Rocko: Ary Fernandes
- Vacão: Bruno Rocha
- Felisberto: Walter Breda
- Ed Cabeção: Mário Vilela
- Sra Cabeção: Zaíra Zordan
- Ralph Cabeção: Paulo Celestino Filho
- Virginia Wolfe: Helena Samara
- Cindy Wolfe: Márcia Regina
- Peter Wolfe: Wellington Lima
- Vovô Wolfe: Armando Tiraboschi
- Dra. Paula Hutchison: Vanessa Alves
- Elk Alce: Isaura Gomes
- Leon Camaleão: Carlos Falat
- Chuck Camaleão: Ivo Roberto / Celso Alves

### Em Portugal
- Rocko: Cláudia Cadima
- Heffer: Carlos Paulo
- Filburt: Rui Paulo
- Ed Bighead: Paulo Espírito Santo

## Transmissão

### No Brasil
O desenho passou na Nickelodeon de 1996 a 2010; na Rede Globo durante a TV Colosso em 1996, Angel Mix de 1996 a 1997, e Xuxa no Mundo da Imaginação em 2004; no SBT, passou no Bom Dia e Cia (na época apresentado por Jackeline Petkovic) em 1998, e como uma atração à parte nas tardes de sábado ainda em 1998 e 1999, e no Sábado Animado em 2000; e por fim na Band em 2010 e 2011, através do Band Kids. Atualmente é exibida no RBTV desde 2017.

### Em Portugal
Em Portugal, a série foi exibida na SIC, em 1995 por no programa Buéréré, depois em 2000, foi reexibido no canal, desta vez na versão legendada, até 2004. Em 2003, é exibida na Nickelodeon Europa, depois em 2005 a 2009, é ai que é exibida na Nickelodeon. Em 2010, foi transmitido no Biggs, com a dobragem da Nickelodeon, e mais tarde é repetida na TVI em 2012 a 2014, no bloco Kid Kanal.[carece de fontes?]